# 리트케 해협

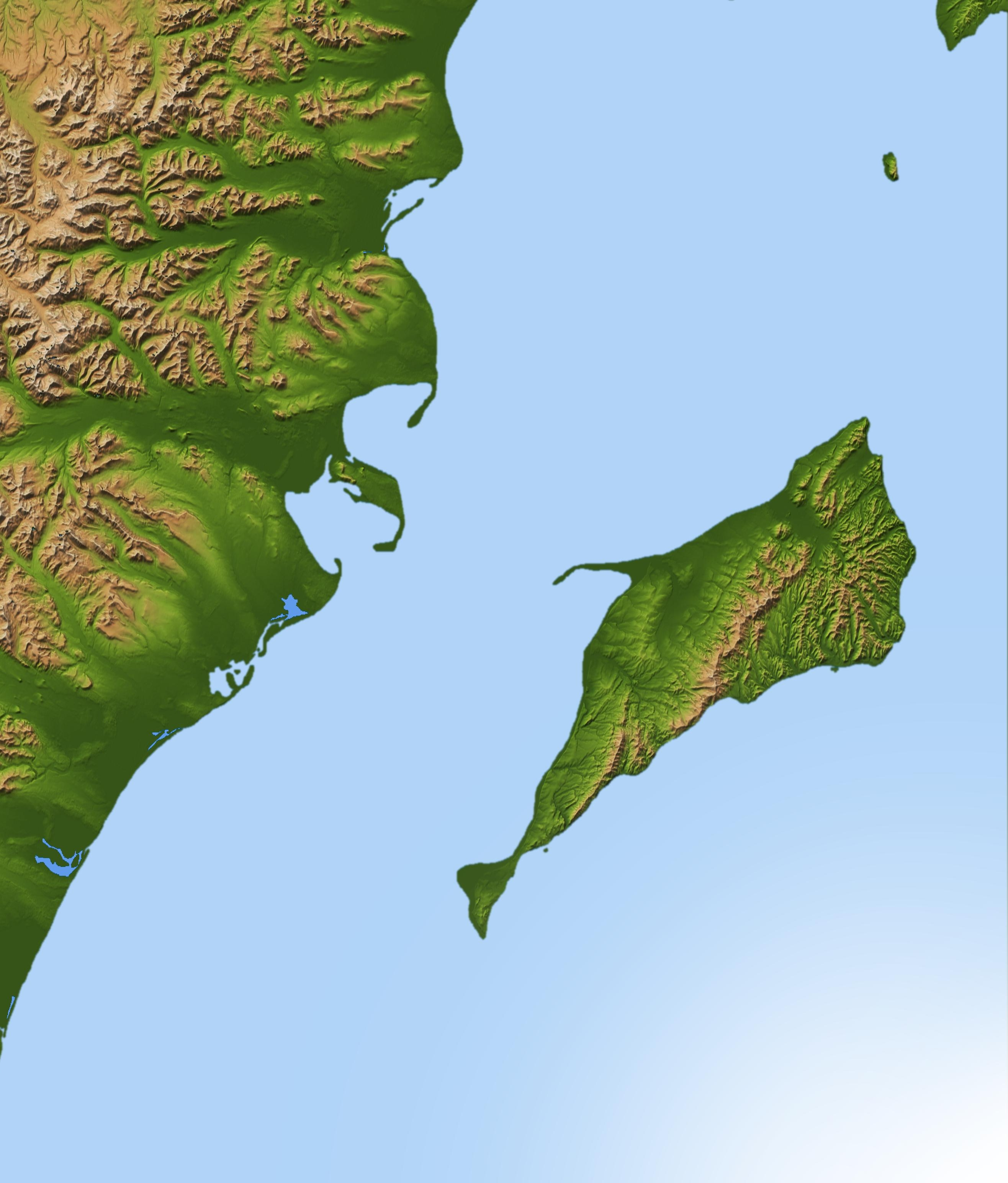
리트케 해협

리트케 해협(러시아어: Пролив Литке, 프롤리프 리트케)은 러시아 극동의 캄차카 변경주에 있는 캄차카 반도의 북동쪽 해안에 위치한 베링해의 카라긴스키만에 있는 해협이다. 이 해협은 카라긴스키섬을 반도 본토와 분리한다.
이 해협은 탐험가 표도르 리트케의 이름을 따서 명명되었다.